# Lope de Aguirre
Lope de Aguirre o Lope Agirre (Araotz, Oñati, 1510 - 26 d'octubre de 1561) fou un militar basc, explorador i conqueridor a Sud-amèrica. Va ser conegut com a Aguirre el boig i ell mateix s'intitulava com a El Pelegrí o com a Príncep de la llibertat. Es va alçar contra la corona espanyola durant el regnat de Felip II. Sembla que els seus actes estaven afectats també per una malaltia mental.
Sobre ell i les seves actuacions s'ha escrit molt, per exemple: La aventura equinoccial de Lope de Aguirre de Ramón J. Sender i El camino de El dorado del escriptor veneçolà Arturo Uslar Pietri. En el cinema destaquen les pel·lícules titulades Aguirre, der Zorn Gottes (Aguirre, la còlera de Déu) dirigida per Werner Herzog i protagonitzada per Klaus Kinski i El dorado dirigida per Carlos Saura.
Simón Bolívar, també d'origen basc, el considerava com el precursor de la independència americana.

## Biografia
Agirre, segons el cronista del segle xvi, Ibargüen-Cachopin va néixer a Aramaio al nord d'Àlaba, però en la majoria de fonts consta que va néixer al barri d'Araotz d'Oñati a Guipúscoa. Sembla que era un hidalgo amb alguna cultura. Als 21 anys es trobava a Sevilla amb la intenció de partir cap a Amèrica, amb somnis de trobar or i arribar al mític El Dorado. Cap a 1536 arribà a l'actual Perú. De seguida va ser famós per la seva crueltat, violència i joc brut.
El 1544 va arribar a Amèrica Blasco Nuñez Vela amb les lleis reials (Leyes Nuevas) que pretenien acabar amb el sistema de comendes i regular l'explotació dels indígenes americans. Als conqueridors no els agradaven aquestes regulacions i per això hi hagué un alçament contra el rei espanyol per part de Gonzalo Pizarro i Francisco Carvajal. Agirre no es va sumar a la rebel·lió i hagué de fugir a l'actual Nicaragua però amb el títol, concedit pel rei, de sergent major.
El 1551 Lope de Aguirre tornà a Potosí. El jutge Francisco de Esquivel l'arrestà, sota l'acusació d'haver infringit les lleis de protecció dels indis i Aguirre va ser assotat públicament cosa que ferí el seu orgull i després de molts mesos va assassinar Esquivel.

## La conquesta d'El dorado
L'expedició va ser un estratagema a càrrec del virrei Andrés Hurtado de Mendoza per allunyar la gent problemàtica pobre i desenganyada. Al seu front hi anava Pedro de Ursúa i partiren el 26 de setembre de 1560 navegant pel riu Marañón, eren unes 1.000 persones comptant-hi els esclaus, i entre elles hi era Lope Agirre i la seva jove filla, mestissa, Elvira. Pedro de Ursúa i la seva amant Inés de Atienza van ser assassinats per diversos expedicionaris dirigits per Lope de Aguirre l'1 de gener de 1561. Agirre i els seus homes arribaren a l'oceà Atlàntic (probablement pel riu Orinoco) fent estralls en les poblacions nadiues al seu pas. El 23 de març de 1561 Agirre instà al seu exèrcit a signar una declaració de guerra a l'Imperi espanyol que el proclamava a ell Príncep del Perú, Terra Ferma i Xile. Envia una carta a Felip II signant com a "El traïdor".
El 1561 pren l'Illa Margarita (on la platja de "El tirano" recorda la seva presència) a sang i foc i envia una nova carta a Felip II signant-la com a "El pelegrí". Veient-se envoltat pels seus enemics matà a punyalades la seva filla Elvira i ell morí per arma de foc. El seu cos fou esquarterat, donat com a menjar pels gossos i el seu cap engabiat. Va ser jutjat i declarat culpable post-mortem.

## Caràcter de Lope Agirre
Es conserven les cartes escrites per Lope Agirre on es pot confirmar el seu caràcter estrany violent i extravagant.